# Jacob Eduard Mantius
Jacob Eduard Mantius   (Schwerin, 18 de gener de 1806 - Ilmenau, 4 de juliol de 1874) va ser un tenor operístic alemany, compositor i professor de cant.
Nascut a Schwerin, a petició del seu pare, propietari d'una fàbrica, Mantius va començar a estudiar dret a la Universitat de Rostock a la tardor de 1826. Un any després, va trencar els estudis i es va traslladar a Leipzig per estudiar música. Va prendre classes de cant amb Pohlenz, l'aleshores director del Gewandhausorchester. El 1829, va cantar les parts del tenor en un concert a Halle (Saale) dirigit per Gaspare Spontini, el director musical general de la Staatsoper Unter den Linden de Berlín. El mateix any es va convertir en membre de la "Berliner Singakademie", dirigida per Karl Friedrich Zelter. El 1830, el rei Frederic Guillem III de Prússia el va nomenar cantant a la seva òpera de la cort. Va debutar allà amb gran èxit com Tamino a La flauta màgica de Mozart. El seu to sonor com a tenor i el seu talent d'actora aviat el van fer famós fora de Berlín. Després del final de la seva carrera escènica el 1857, durant el qual va aparèixer en 152 papers, va donar classes de cant i també va tenir èxit com a compositor de cançons.
En les classes de cant va tenir entre els seus alumnes a Benno Stolzenberg, Hermann Thomaschek, Eleonore de Ahna, Paul Bulß, Theodor Reichmann, Amanda Tscherpa.